# 约翰奈斯·伦迪·苏吉亚托
约翰奈斯·伦迪·苏吉亚托（1991年8月16日—），印尼男子羽毛球運動員。

## 簡歷
2012年，苏吉亚托出戰越南羽毛球大獎賽，與阿菲特·尤瑞斯·韦拉万合作贏得男子雙打亞軍。

## 主要比賽成績
只列出曾進入準決賽的國際賽事成績：
| 年份   | 賽事                     | 公開賽級別 | 項目     | 拍檔                 | 成績   |
| ------ | ------------------------ | ---------- | -------- | -------------------- | ------ |
| 2009年 | 亞洲青年羽毛球錦標賽     | 其他       | 男子雙打 | 安加·普拉塔玛        | 冠軍   |
| 2009年 | 世界青年羽毛球錦標賽     | 其他       | 男子雙打 | 安加·普拉塔玛        | 準決賽 |
| 2010年 | 印度羽毛球黃金大獎賽     | 黃金大獎賽 | 男子雙打 | 阿菲特·尤瑞斯·韦拉万 | 準決賽 |
| 2011年 | 世界大學生運動會羽球比賽 | 其他       | 混合團體 | －                   | 金牌   |
| 2011年 | 世界大學生運動會羽球比賽 | 其他       | 男子雙打 | 阿菲特·尤瑞斯·韦拉万 | 銅牌   |
| 2011年 | 印尼羽毛球黃金大獎賽     | 黃金大獎賽 | 男子雙打 | 阿菲特·尤瑞斯·韦拉万 | 準決賽 |
| 2012年 | 越南羽毛球大獎賽         | 大獎賽     | 男子雙打 | 阿菲特·尤瑞斯·韦拉万 | 亞軍   |
| 2013年 | 紐西蘭羽毛球大獎賽       | 大獎賽     | 男子雙打 | 贝里·安格里亚万      | 準決賽 |
| 2014年 | 印尼羽毛球國際系列賽     | 國際系列賽 | 男子雙打 | 阿菲特·尤瑞斯·韦拉万 | 冠軍   |
| 2014年 | 越南羽毛球大獎賽         | 大獎賽     | 男子雙打 | 阿菲特·尤瑞斯·韦拉万 | 準決賽 |
| 2014年 | 巴林羽毛球國際挑戰賽     | 國際挑戰賽 | 男子雙打 | 阿菲特·尤瑞斯·韦拉万 | 冠軍   |

| 2007-2017年 | 首要超級賽 | 超級賽 | 黃金大獎賽 | 大獎賽 | 國際挑戰賽 | 國際系列賽 | 未來系列賽 | 其他 |

| 2018-2026年 | 總決賽 | 超級1000賽 | 超級750賽 | 超級500賽 | 超級300賽 | 超級100賽 | 國際挑戰賽 | 國際系列賽 | 未來系列賽 | 其他 |